# Illa Salifou

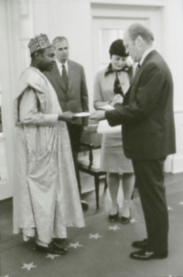
Illa Salifou überreicht sein Beglaubigungsschreiben US-Präsident Gerald Ford (1974)

Illa Salifou (* 27. Februar 1932 in Madaoua) ist ein nigrischer Diplomat.

## Leben
Illa Salifou war zunächst als Gerichtsschreiber tätig. Er wurde Parteimitglied der 1954 gegründeten Nigrischen Demokratischen Union, aus der 1956 die Partei Sawaba hervorging. Als der Sawaba 1959 verboten wurde, stellte Salifou sein politisches Engagement zurück und schlug eine diplomatische Laufbahn ein. Er absolvierte eine diplomatische Ausbildung am Genfer Hochschulinstitut für internationale Studien.
Als Diplomat in den Vereinigten Staaten eingesetzt, wurde Salifou 1964 bei einem Heimaturlaub in Niamey festgenommen. Er wurde gemeinsam mit Hunderten weiteren ehemaligen Sawaba-Anhängern eine Woche lang in einem Internierungslager festgehalten, bis er wieder auf seinen Arbeitsplatz in den Vereinigten Staaten geschickt wurde. Nach dem Sturz der Ersten Republik (1960–1974) wurde Illa Salifou 1974 anstelle von Abdoulaye Diallo Botschafter Nigers in den Vereinigten Staaten und Ständiger Vertreter Nigers bei den Vereinten Nationen in New York. In beiden Funktionen wurde er 1976 von André Joseph Wright abgelöst.

## Ehrungen
- Großkreuz des Nationalordens Nigers (2012)[6]